# Bataille de Pecos River
Guerres navajos
Batailles
Guerres navajos
- 1re fort Defiance (en)
- 2e fort Defiance (en)
- Pecos River
- Canyon de Chelly
- Longue marche
- Black Hawk (en)
- Padre Canyon (en)
- Bai-a-lil-li (en)
- Bluff (en)

- Stanwix Station
- Picacho Pass
- Tucson
- Apache Pass
- La Paz
- Pecos River
- Mount Gray
- Doubtful Canyon
- Fort Buchanan

Batailles au Nouveau Mexique unioniste
- Glorieta Pass
- Albuquerque
- Peralta
- Big Bug
- Pecos River
- Canyon de Chelly

La bataille de Pecos River s'est déroulée en 1864 près de la rivière Pecos au Nouveau-Mexique. C'est un épisode des guerres navajos qui a opposé l'armée des États-Unis alliée aux éclaireurs apaches (en) à un groupe de guerriers Navajos et s'est achevée par une défaite Navajos.
Elle est remarquable pour être l'une des batailles des guerres indiennes impliquant la colonne de Californie.

## Bataille
Une force d'Apaches mescaleros composée d'environ soixante éclaireurs apaches (en) ayant pour chef tribal Cadete et commandée par l'agent indien Lorenzo Labadie traque le long de la rivière Pecos un groupe d'environ 100 combattants Navajos qui vient de faire un raid sur le bétail de la réserve de Bosque Redondo et a volé des douzaines de mules et de chevaux. Les Navajos réalisant qu'ils ne pourront s'échapper sans laisser le bétail, ils choisissent de combattre et se positionnent le long de la rivière pour attendre les américains et les Apaches. Mais quinze soldats du 2nd California Cavalry et au moins dix hommes du 5e régiment d'infanterie sous le commandement du lieutenant Charles Newbold (en) arrivent pour renforcer Labadie. Il est 11 heures du matin et il fait −10 °F (environ −23 °C) lorsque les américains découvrent l'ennemi qui les attend dans une petite vallée. Les Navajos ouvrent le feu à 80 yards (73 m) et les américains et les apaches se mettent rapidement à couvert et commence à tirer à leur tour. Newbold ordonne alors à ses soldats de prendre leur revolvers et de charger qui selon Newbold « sont descendus comme une tornade ». Neuf navajos sont tués dans l'attaque.
Des escarmouches s'ensuivent plusieurs heures après et jusqu'à la tombée de la nuit. L'engagement se fait pour la majeure partie à longue portée signifiant qu'il est difficile pour les deux camps de se voir l'un l'autre et le froid terrible hivernal cause des gelures qui ralentissent la capacité des soldats et des éclaireurs à recharger. À cause de cela, les apaches finissent par abandonner leurs fusils et s'arment d'arcs et de flèches. Les américains ont aussi deux colt six coups chacun. Le combat se termine lorsque les Navajos s'enfuient, les soldats estiment que quarante guerriers Navajos ont été tués et gisent sur le champ de bataille et qu'au moins vingt-cinq autres sont blessés. Ils rapportent aussi qu'environ vingt-cinq autres se sont enfuis. Après un combat long et sanglant, pas un seul américain ou apache n'a été blessé. Cinquante chevaux et mules sont récupérés. Moins de deux semaines plus tard, le colonel Kit Carson mènera les troupes américaines lors de la bataille du canyon de Chelly qui aboutira à la longue marche vers le fort Sumner,.